# Constantin Daicoviciu
Constantin Daicoviciu is een Roemeense gemeente in het district Caraș-Severin.
Constantin Daicoviciu telt 2955 inwoners.